# 3328 Interposita
3328 Interposita (1985 QD1) là một tiểu hành tinh vành đai chính được phát hiện ngày 21 tháng 8 năm 1985 bởi Schildknecht, T. ở Zimmerwald.